# アンジェ＝ヨアン・ボニー
アンジェ＝ヨアン・ボニー（Ange-Yoan Bonny, 2003年10月25日 - ）は、フランスのオーベルヴィリエ出身のプロサッカー選手。セリエAのインテル・ミラノ所属。ポジションはフォワード。

## 経歴
2020年にリーグ・ドゥのLBシャトールーでプロデビューした。
2021年8月31日にセリエBのパルマ・カルチョ1913へ完全移籍した。
チームは2024-25シーズンからセリエAに昇格。公式戦で6得点を記録した。

### インテル・ミラノ
2025年7月5日、セリエAのインテル・ミラノへ完全移籍した。

## 代表歴
フランス、コートジボワールの代表資格を持つ。
2021年から世代別のフランス代表に選出されている。